# St. Michael (Breitenbach)

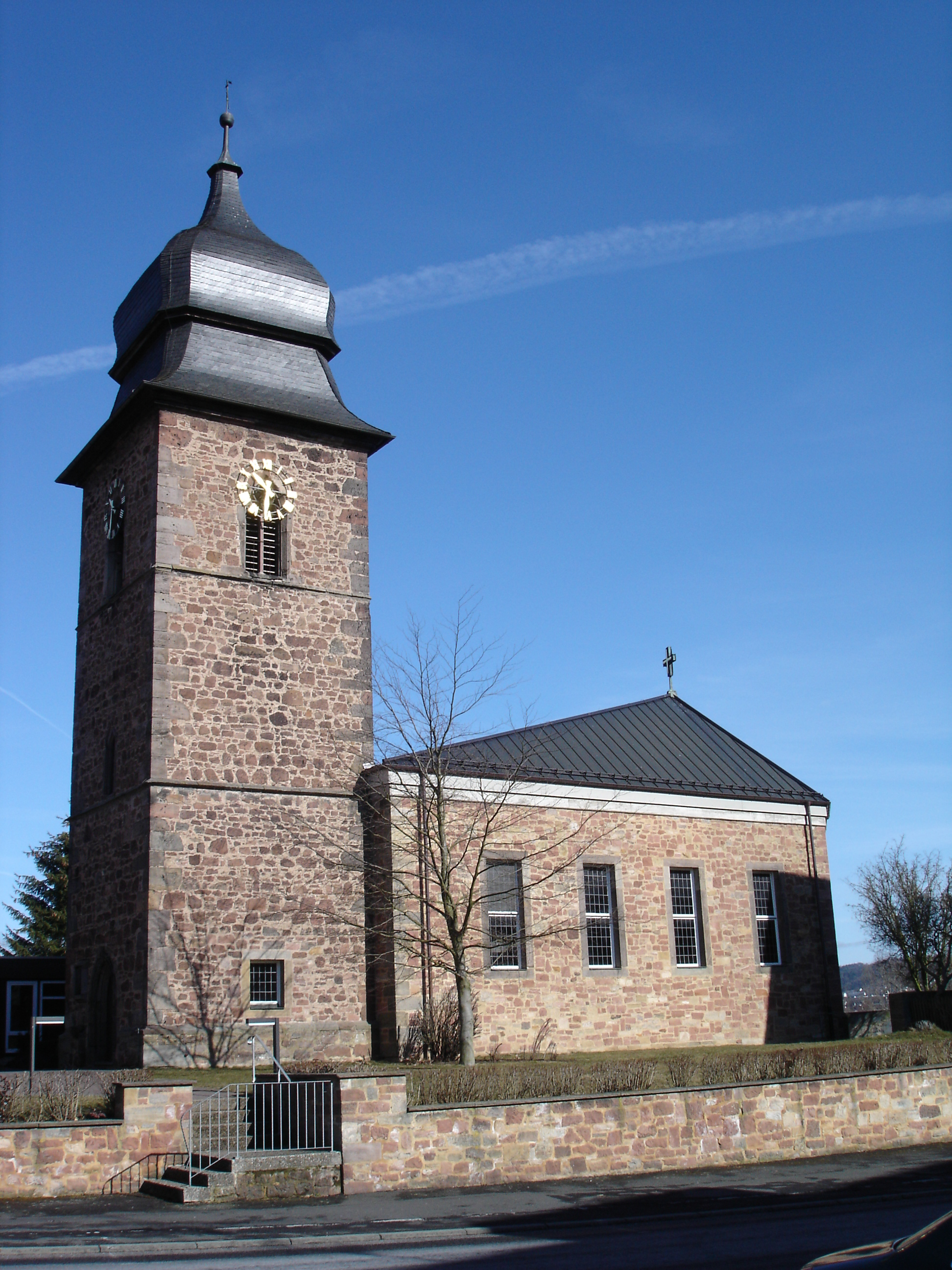
St. Michael

Die evangelisch-unierte Kirche St. Michael steht in Breitenbach, einem Stadtteil von Bebra im Landkreis Hersfeld-Rotenburg von Hessen. Die Kirchengemeinde Breitenbach an der Fulda gehört zum Kirchenkreis Hersfeld-Rotenburg im Sprengel Hanau-Hersfeld der Evangelischen Kirche von Kurhessen-Waldeck.

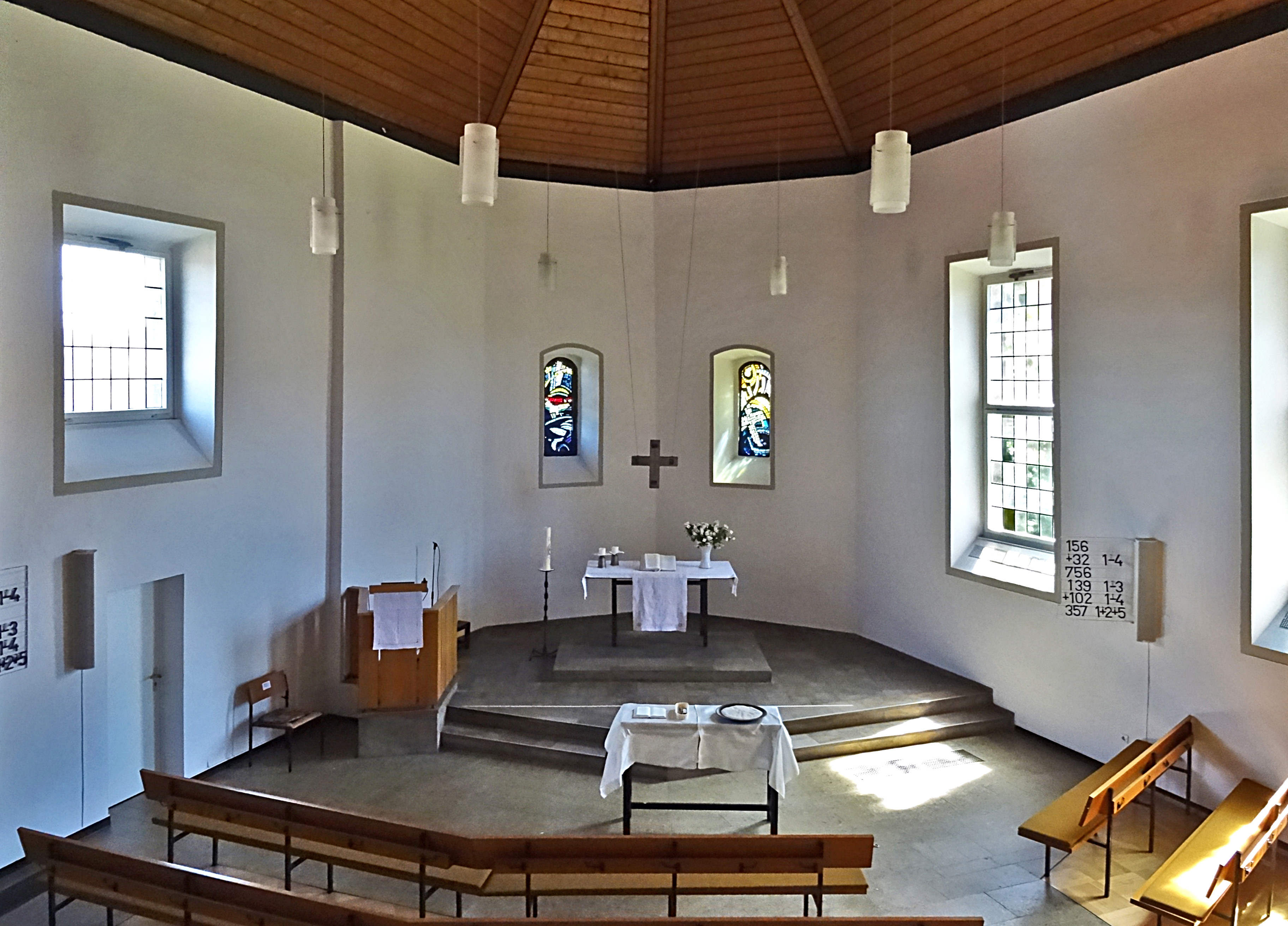
Innenansicht

## Beschreibung

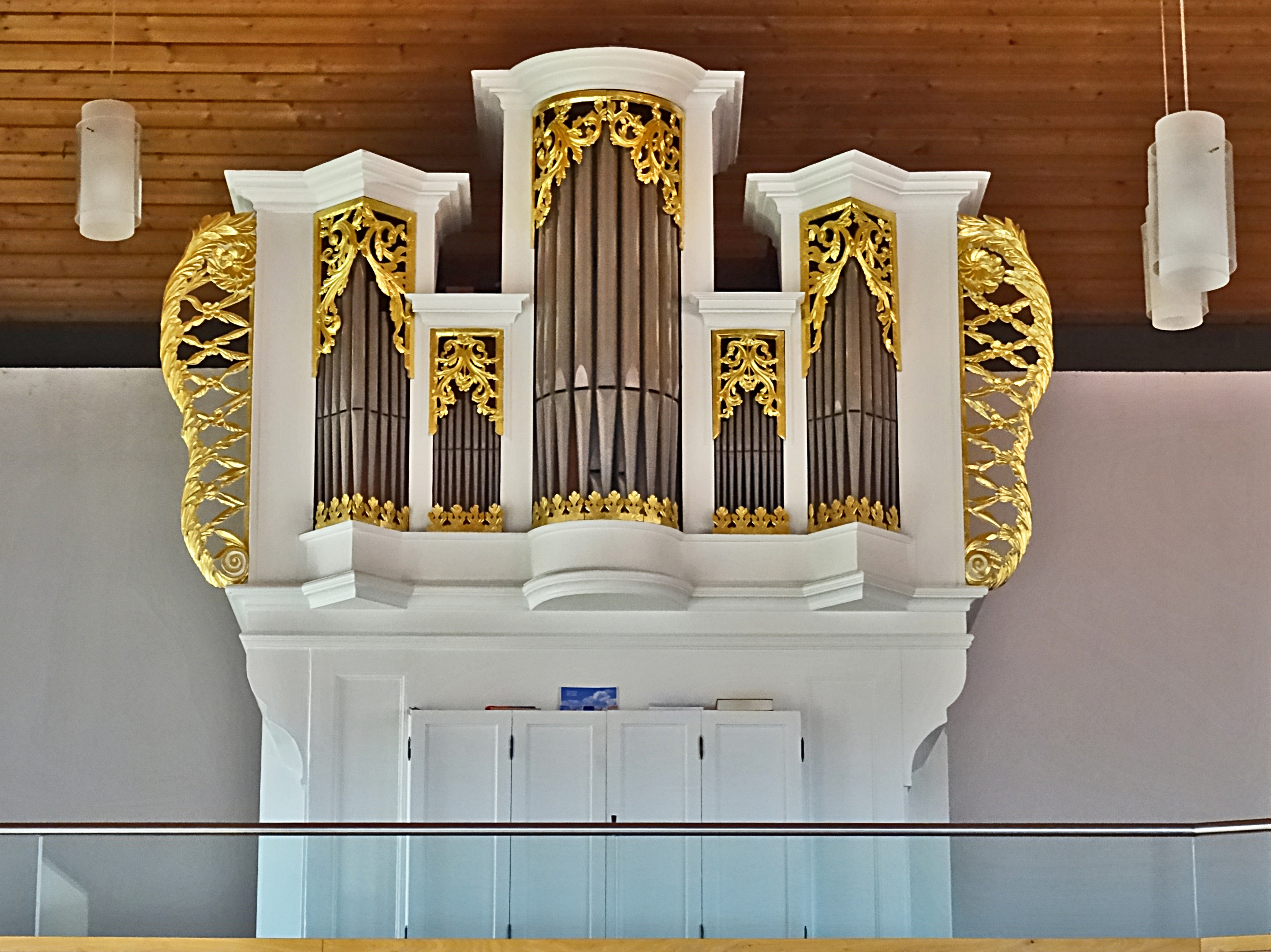
Vogt-Orgel

Ältester Teil der Kirche ist ihr dreigeschossiger Kirchturm aus Bruchsteinen im Westen, der um 1500 gebaut wurde. Ursprünglich hatte der Turm einen hohen spitzen hölzernen Helm, der von vier Ecktürmchen umgeben war. Am 21. Juli 1783 wurde der Turm von einem Blitz zerstört, so dass der hölzerne Helm abgenommen werden musste. 1791 wurde die schiefergedeckte Haube, wie sie heute zu sehen ist, aufgesetzt. Im zweiten Obergeschoss des Turms befinden sich Biforien als Klangarkaden, die teilweise durch die Zifferblätter der Turmuhr aus dem Jahr 1959 verdeckt sind. Um 1700 wurden im Glockenstuhl drei Kirchenglocken aufgehängt. Von diesen drei Glocken mussten zwei im Zweiten Weltkrieg abgeliefert werden. Sie wurden zunächst 1951 ersetzt, mussten aber bereits 1968 wegen Rostschäden erneuert werden. Das mittelalterliche Kirchenschiff wurde mehrmals umgebaut und vergrößert. Von 1819 bis 1821 wurde das Kirchenschiff nach einem Entwurf des Bauinspektors Berckes aufgestockt und mit großen Fenstern sowie zwei Emporen ausgestattet. 1967 wurde das Kirchenschiff fast komplett abgerissen und neu erbaut. Am 23. Juni 1968 wurde es eingeweiht. Die Orgel wurde 1822 von Johannes Vogt gebaut.